# 高田镇 (阳朔县)
高田镇，是中华人民共和国广西壮族自治区桂林市阳朔县下辖的一个乡镇级行政单位。
2020年中国南方水灾期间，6月7日11:30，高田鎮的「小2型水庫」沙子溪水库20多米長的壩體垮壩，垮壩事件獲國務院新聞辦通報，官方指無人傷亡。

## 行政区划
高田镇下辖以下地区：
高田社区、高田村、安定村、下山村、朗梓村、古登村、龙村、蒙村、龙潭村、凤楼村、桥头村和乐响村。

## 中国传统村落
2013年8月，龙潭村、朗梓村被评为第二批中国传统村落。